# Mary Doran
Mary Doran (8 de septiembre de 1910 – 6 de septiembre de 1995) fue una actriz estadounidense. Apareció en 80 películas entre 1927 y 1944.

## Biografía
Doran nació en Nueva York y asistió a las escuelas públicas de la ciudad antes de graduarse e ir a la Universidad de Columbia. Dejó Columbia después de tres años para seguir una carrera en el escenario. Cantó y bailó en la obra de Belle Baker Betsy cuando se representó en Nueva York. Más tarde, actuó en la obra de Flo Ziegfeld Rio Rita.
Las películas de Doran incluyeron Broadway Melody, Half a Bride y The Trial of Mary Dugan. En 1929, Doran estaba bajo contrato con Metro-Goldwyn-Mayer.

## Vida personal
El 15 de agosto de 1931, Doran se casó con Joseph Sherman en San Diego, California. Sherman era el director de publicidad de la Metro-Goldwyn-Mayer.

## Filmografía parcial
| - Half a Bride (1928) - Lucky Boy (1929) - The Girl in the Show (1929) - Their Own Desire (1929) - The Broadway Melody (1929) - The Trial of Mary Dugan (1929) - They Learned About Women (1930) - The Divorcee (1930) - The Sins of the Children (1930) - Remote Control (1930) - The Third Alarm (1930) - Party Husband (1931) - Ridin' for Justice (1932) - The Final Edition (1932) | - Beauty and the Boss (1932) - The Silver Lining (1932) - The Strange Love of Molly Louvain (1932) - Miss Pinkerton (1932) - Movie Crazy (1932) - Exposure (1932) - Breach of Promise (1932) - Sing Sing Nights (1934) - Sunset Range (1935) - Murder in the Fleet (1935) (Sin acreditar) - Naughty Marietta (1935) (Sin acreditar) - The Border Patrolman (1936) - The Bridge of Sighs (1936) |